# Травњак
Травњак је травнато подручје, животна заједница и биотоп обележен травама у ком има врло мало или уопште нема дрвећа. Делимично је настао човековим утицајем (крчењем шума), а припада животним заједницама. У биогеографији травњаци се зову травне формације. Ту спадају ливаде и пашњаци (травњаци на којима се обавља испаша стоке) као и велики, природни травњаци:
- Саване у тропима
- Степе са високом и ниском травом умереног и суптропског подручја
- Подарктичка односно, субполарна травната тундра
- Плеистоценске мамутске степе

На травњацима постоји велик број биљака (нпр. шафран, трпутац, тратинчица и маслачак) и животиња, које могу живети на земљи (нпр. зец, јеж и миш), испод ње (кртица, кишна глиста) или у ваздуху (инсекти). Од птица ту живе фазан, препелица и шева. Неке биљке које расту на ливадама користе се за прављење чајева, а друге за исхрану.
Пашњаци су области где вегетацијом доминирају траве (Poaceae). Међутим, шаш (Cyperaceae) и рогоз (Juncaceae) се такође могу наћи заједно са променљивим пропорцијама махунарки, попут детелине и других биљака. Пашњаци се природно јављају на свим континентима осим Антарктика и налазе се у већини екорегија Земље. Штавише, травњаци су један од највећих биома на земљи и доминирају пејзажом широм света. Постоје различите врсте травњака: природни травњаци, полуприродни травњаци и пољопривредни травњаци. Они покривају 31–43% Земљине површине.

## Дефиниције
Постоје различите дефиниције за травњаке:
- „...свака биљна заједница, укључујући пожњевену сточну храну, у којој траве и/или махунарке чине доминантну вегетацију.”[2]
- „...копнени екосистеми у којима доминира зељаста и жбунаста вегетација, а одржавају се ватром, испашом, сушом и/или температурама смрзавања.” (Пилотска процена глобалних екосистема, 2000)[2]
- „Регион са довољном просечном годишњом количином падавина (25—75 cm) да подржи траву...” (Стилинг, 1999)[2]

Полу-природни травњаци су веома честа поткатегорија биома травњака. Они се могу дефинисати као:
- Травњаци који постоје као резултат људске активности (кошење или испаша стоке), где се услови животне средине и базен врста одржавају природним процесима.[6]

Они се такође могу описати као следеће:
- „Полуприродни травњаци су једно од светских станишта са највећим биодиверзитетом на малим просторним размерама.“[7]
- „Полуприродни травњаци припадају најбогатијим врстама екосистема на свету.“[8]
- „...настали су током векова кроз екстензивну испашу и косидбу.“[7]
- „...без употребе пестицида или ђубрива у модерно време.“[9]

## Еволуциона историја
Граминоиди су међу најсвестранијим облицима живота. Постали су широко распрострањене крајем периода креде, а пронађени су копролити фосилизованог измета диносауруса који садрже фитолите разних трава које укључују траве које су повезане са савременим пиринчем и бамбусом.
Појава планина у западним Сједињеним Државама током епохе миоцена и плиоцена, у периоду од неких 25 милиона година, створила је континенталну климу погодну за еволуцију травњака.
Пре око 5 милиона година, током касног миоцена у Новом свету и плиоцена у Старом свету, појавили су се први прави травњаци. Постојећи шумски биоми су опали, а травњаци су постали много распрострањенији. Познато је да су травњаци у Европи постојали током плеистоцена (последњих 1,8 милиона година). Након плеистоценског леденог доба (са њиховим глацијалима и интерглацијалима), пашњаци су се проширили у топлијој и сушој клими и почели да постају доминантна карактеристика земљишта широм света. Пошто пашњаци постоје више од 1,8 милиона година, постоји велика варијабилност. На пример степа-тундра је доминирала у Северној и Централној Европи, док се већа количина ксеротермних травњака појавила у области Медитерана. Унутар умерене Европе, распон типова је прилично широк и такође је постао јединствен због размене врста и генетског материјала између различитих биома.

## Деградација
Пашњаци су међу најугроженијим екосистемима. Према Међународној унији за очување природе (IUCN), најзначајнија претња пашњацма је коришћење земљишта од стране људи, посебно пољопривреда и рударство.

### Узроци

#### Интензивирање коришћења земљишта
Пашњаци имају дугу историју људских активности и узнемиравања. Да би се прехранила растућа људска популација, већина светских пашњака се претвара из природних пејзажа у поља кукуруза, пшенице или других усева. Пашњаци који су до сада углавном остали нетакнути, попут источноафричких савана, у опасности су да буду изгубљени зарад потреба пољопривреде. Пашњаци су веома осетљиви на поремећаје, као што су људи који лове и убијају кључне врсте, или ору земљу да би направили више простора за фарме.
Травњачка вегетација је често плагиоклимаксна; остаје доминантан у одређеном подручју обично због испаше, сече или природних пожара или пожара изазваних људским фактором, што све обесхрабрује колонизацију и преживљавање садница дрвећа и жбуња. Неки од највећих светских пашњака налазе се у афричкој савани, а одржавају их дивљи биљоједи, као и номадски сточари и њихова говеда, овце или козе. Травњаци имају утицај на климатске промене споријим стопама разлагања смећа у поређењу са шумским окружењем.
Травњаци се могу појавити природно или као резултат људске активности. Ловачке културе широм света често узрокују редовне пожаре како би одржале и прошириле пашњаке и спречиле да дрвеће и жбуње отпорно на ватру завладају. Могуће је да су прерије са високом травом на средњем западу САД биле проширене на исток у Илиноис, Индијану и Охајо уз помоћ људских активности. Много травњака у северозападној Европи развило се након неолита када су људи постепено крчили шуме да би створили подручја за узгој стоке.

#### Климатске промене
Пашњаци се често јављају у областима са годишњим падавинама између 600 mm (24 in) и 1.500 mm (59 in), а просечне средње годишње температуре се крећу од -5 до 20 °C. Међутим, неки пашњаци се јављају у хладнијим (-20 °C) и топлијим (30 °C) климатским условима. Пашњаци могу постојати у стаништима која су често нарушена испашом или пожаром, јер такво узнемиравање спречава продор дрвенастих врста. Богатство врста је посебно велико на травњацима ниске плодности земљишта, као што су серпентинасте голети и кречњачки травњаци, где је спречено задирање дрвећа, јер низак ниво хранљивих материја у земљишту може инхибирати раст шумских и жбунастих врста. Још једна уобичајена невоља са којом се често сусрећу злосрећна створења на пашњацима је стално сагоревање биљака, подстакнуто кисеоником и многим фотосинтетичким организмима са истеклим роком трајања, са недостатком кише који овај проблем још више поспешује.

## Травњаци кроз историју
Свеобухватно коришћење травњака као интегрисаног дела пејзажа датира из времена персијских вртова, који су се формирали много векова пре нове ере. Код Персијанаца, и нешто касније код Арабљана, травњаци су били саставни део украсних башта. Персијски вртни "теписи" су имали правоугаоне облике, састављени од нискорастућих врста трава и цвећа - претече савремених травњака. Освајања Александра Македонског (356-323. п. н. е.) раширила су употребу персијских вртова кроз хеленски свет, док су вртови Грчке били ограничени на школе и друга јавна места. Вртови које су Римљани пренели у друге делове Европе били су у оквиру окућнице, првенствено за породично опуштање и забаву. Стари Грци и Римљани преузели су начине гајења трава од Персијанаца и прилагодили их својим потребама.